# Claudio Morel Rodríguez
Pour les articles homonymes, voir Morel et Rodríguez.
Claudio Marcelo Morel Rodríguez, né le 2 février 1978 à Asuncion, est un footballeur international paraguayen évoluant au poste de défenseur.

## Biographie

### Club
Claudio Morel Rodríguez commence sa carrière au Club Atlético San Lorenzo de Almagro où il reste jusqu'en 2004. Il rejoint ensuite le club du CA Boca Juniors.

### Sélection
Il est sélectionné en équipe du Paraguay de football depuis 1999 et fait partie du groupe des vingt-trois sélectionnés pour la Coupe du monde de football de 2010.

### Famille
Il est le fils d'Eugenio Morel, ex-international paraguayen. Il a également de nombreux frères, Juan Eduardo, Emmanuel Andrés, Eugenio Ricardo, Pablo Sebastián et Félix Nicolás, mais seul Claudio est joueur de football comme l'était son père.

## Palmarès
- San Lorenzo
  - Championnat d'Argentine de football (1) : Clausura 2001
  - Copa Mercosur (1) : 2001
  - Copa Sudamericana (1) : 2002
- Boca Juniors
  - Championnat d'Argentine de football (3) : Apertura 2005, Clausura 2006, Apertura 2008
  - Copa Sudamericana (2) : 2004, 2005
  - Recopa Sudamericana (3) : 2005, 2006, 2008
  - Copa Libertadores (1) : 2007
- Deportivo La Corogne
  - Liga Adelante (1) : 2012
- Distinction individuelle
  - Footballeur paraguayen de l'année : 2008